# 麻豆區
23°11′N 120°15′E / 23.183°N 120.250°E
麻豆區，舊稱「蔴荳」，前身「麻豆鎮」，位於臺灣臺南市中部偏西北，北鄰下營區、學甲區，西鄰佳里區，東鄰官田區，南接西港區、安定區、善化區，地處嘉南平原中央地帶，區內地勢平坦，並自東南向西北傾斜，其西北地帶為古倒風內海所在。境內土壤肥沃，有曾文溪自區境東南邊流經，經濟活動以農牧業為主，代表作物為文旦，有柚城、文旦的故鄉之美譽，在臺灣享有極高知名度。行政區域大多位於曾文溪以北，僅少部分位於曾文溪以南，與善化區溪美里以及安定區蘇厝里相鄰。
麻豆區居民主要來自福建漳、泉兩地，民情淳厚，民風保守，僅少數為平埔原住民。麻豆區在歷史上即台南地理上之樞紐，加上近年來的交通建設，不僅是大曾文地區之交通要衝，也是門戶及政經中心，有多條公路在此交會，其數量在北臺南裡已超越原縣治新營區。

## 名稱由來
麻豆區早期為蔴荳社的聚落所在，故舊稱為「麻豆番社」。「麻豆」的由來有兩種說法，一說來自於西拉雅語的 （目睭、眼睛）和 （台語澳，意為港灣）合併而成，即樞紐港灣之意，荷蘭文獻寫做。中央研究院臺灣史研究所翁佳音則認為麻豆並不能停泊大船，以「澳」稱之頗有疑問，而麻豆一名可能是漢人對此地的稱呼，其原意應該是「碼頭」的閩南語另一個讀音（ma- thâu）轉寫，荷蘭文獻另記載此地為可能方為原住民語。
過去認定麻豆社為西拉雅族傳統四大社之一，但李壬癸等語言學者則根據音韻演變，發現麻豆社 17 世紀以降所採集的音韻演變與灣裡社一致，語言應屬於大武壠語。

## 歷史沿革

### 史前時期
2000年4月於此地發現「過港貝塚」及「千年人骨」，屬「蔦松文化」，推測麻豆出現人類聚落的歷史，應超過上千年。
古代麻豆靠海，位於倒風內海岸邊，可行船至此。在14、15世紀時，就有中國的漁民和商人來此與西拉雅族人做生意。

### 荷蘭時期
荷蘭統治時期，西拉雅族四大社之一的「蔴荳社」居住在此。荷治時期初期，麻豆社原住民曾反抗荷蘭人統治，1629年7月13日發生麻豆溪事件，蔴荳社原住民趁荷蘭東印度公司士兵欲渡河攻打海盜時偷襲，殺害52名荷蘭士兵。唯因當時荷方只有100名駐軍，實力僅達大員一帶自保，無力征伐蔴荳社。新任大員長官普特曼斯只能於1629年11月針對勢力較弱的目加溜灣社攻擊，對麻豆社做殺雞儆猴。目加溜灣社遭攻擊後麻豆社求和。
1635年9月開始，麻豆社遭遇天花襲擊，損失約200名至300名戰士。11月普特曼斯聯合新港、蕭壠社發起麻豆社之役，麻豆社26人死亡、遭放火燒為灰燼。麻豆社向荷方表示歸順，12月雙方簽訂《麻豆協約》。

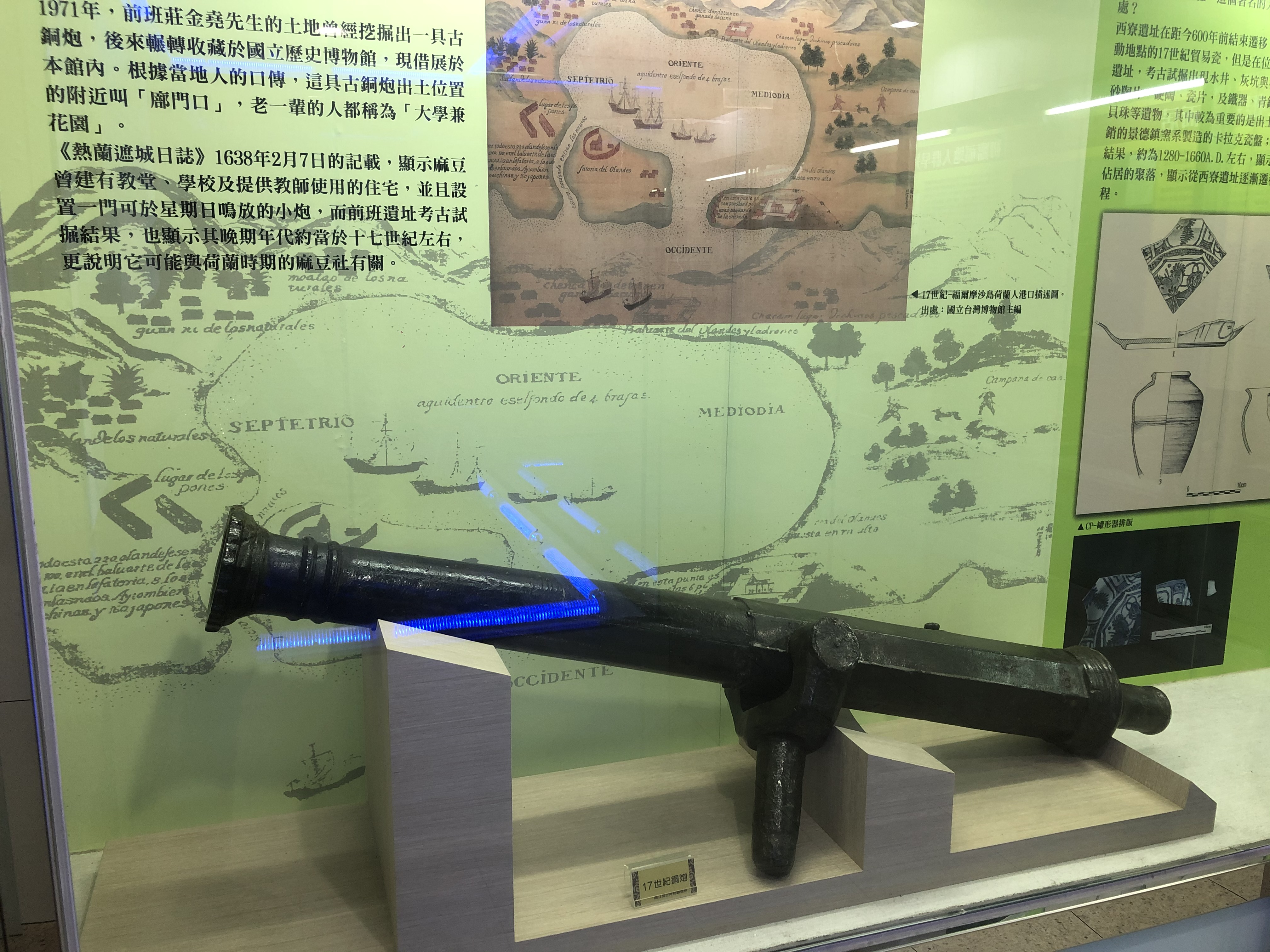
1971年4月11日，麻豆前班農民莊金堯在農田所挖掘出銅砲。銅身170公分，口徑6公分，外匝20公分，重215斤。國立歷史博物館藏，現借展於麻豆古港園區

荷蘭人為經營當地的蔴荳社原住民，曾在麻豆設「教會大學」。於1637年4月興建學校及建築教員住宅。到1638年2月，除35呎教會場和181呎校舍外，還有教員舍數間。當時信基督教者已達二千人。

### 鄭氏到清治時期
1661年4月，鄭成功登陸臺灣後，登陸後數日，曾親率部將楊英等人親赴包括麻豆在內四社等地勘察。隨後諭告官兵、家眷：「准就此處擇地起蓋房屋，開闢田地，盡其力量，永為世業」，唯其先決條件「不許混圈土民及百姓現耕田地」。而從《梅氏日記》中，可看出鄭氏的拓墾活動刻意避開麻豆等社的態勢。當時自茅尾港（今下營區）到諸羅山（今嘉義市）等地依序發展中，在番人村落中，社外及社內都被耕種。唯有茅尾港以南至普羅民遮城之間，僅有村社與村社之間的鄉村道路旁，有鄭氏王朝軍士拓墾跡象。顯現當時麻豆地區，仍有強大的原住民力量。
清代以後，漢人在康熙雍正時期已在麻豆東半部，形成以水堀頭為中心、以及虞朝庄等聚落的拓墾區。而麻豆社人也逐漸被漢化，康熙三十六年（1697年）郁永河經過四大社時，看到他們不論男女仍「披髮不褲，猶沿舊習」。到康熙末年時，四大社已經「衣褲半如漢人」。唯當時地方公共事務上，麻豆地區的義渡、寺廟，不是麻豆社「番」負責，就是有社「番」的參與。特別是麻豆社往來南北的灣裡溪渡，以及較北方的鐵線橋渡，直到乾隆六年（1741年）仍由麻豆社人設渡濟人；灣裡溪則是由麻豆社和灣裡社輪流派渡。
隨著康熙雍正時期，麻豆社與四大社原住民遭清廷官方徵召參予平定吞霄社「番」亂及朱一貴事件等大戰鬥，或者勞役、番餉的徵課以及陋規的索取。使得麻豆社逐漸衰落。清乾隆以後，（18世紀中葉）漢人勢力在麻豆增長，漢人街庄陸續成立。乾隆六年（1741年），劉良璧的《重修臺灣福建府志》中仍未出現「麻豆保」，直到乾隆二十年（1755年），「麻豆保」出現在文獻記錄上。顯示麻豆已由原住民轉為漢人主導。麻豆社人則日漸萎縮，並且有移往他地現象。唯從麻豆文衡殿及北極殿的碑文，仍可見麻豆社人活動跡象。麻豆不少廟宇亦建於此時，如護濟宮（乾隆46年）、文衡殿（雍正12年）、北極殿（乾隆16年重建），以及漢化後的麻豆尪祖廟（乾隆44年）。以原麻豆社祖廟文衡殿（麻豆關帝廟）為例，在乾隆三十九年（1774年）重建時，社「番」雖仍參與，但漢人已顯然成為主要出資者，「番」廟也轉成漢廟。

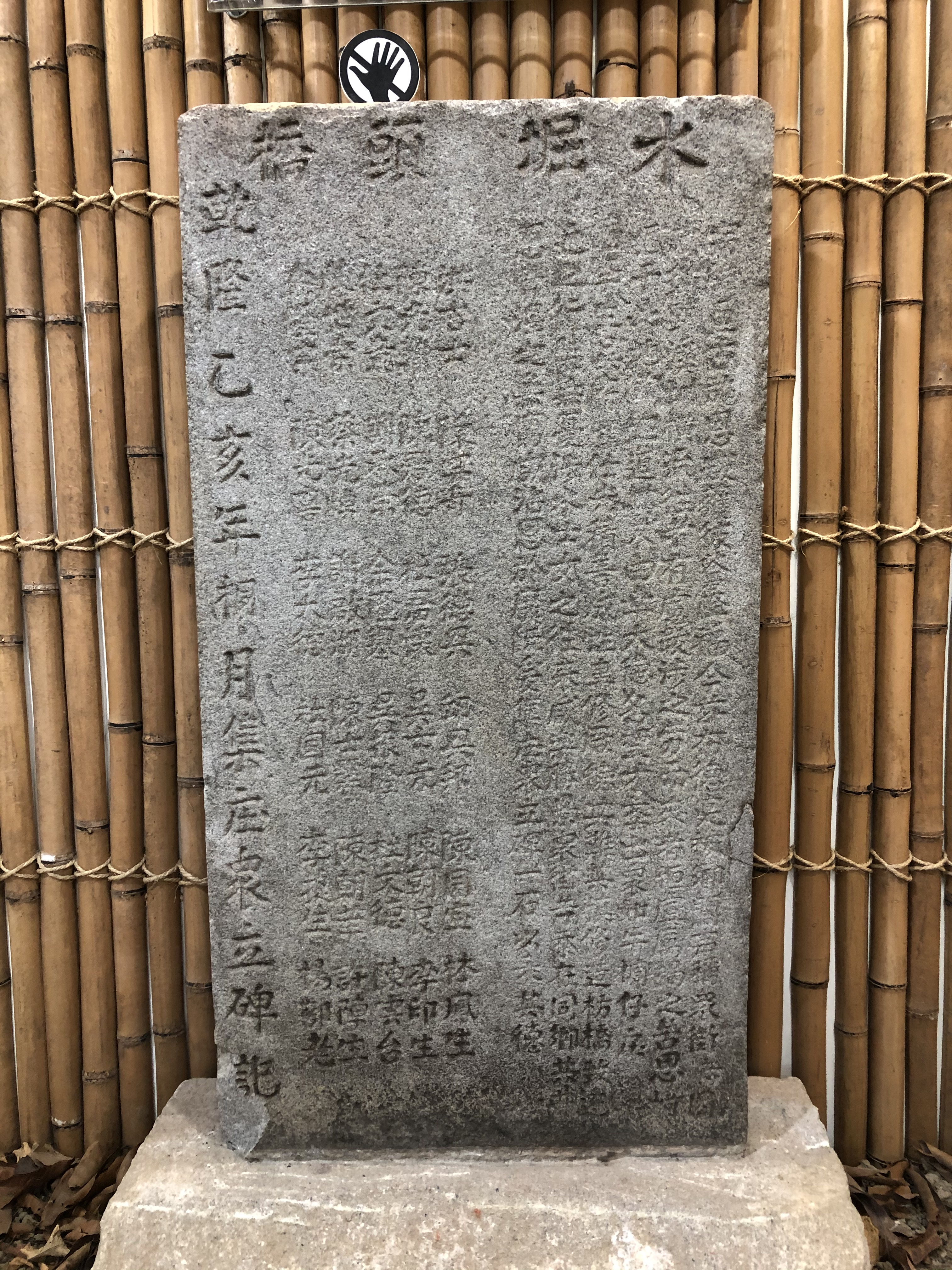
麻豆水堀頭橋碑。乾隆二十年（1755年）立，現保存於麻豆古港園區

乾隆年間，漢人在麻豆的活動已能在水堀頭建造三合土港口，並建設水堀頭橋及碑文。在遺址出土的三合土建構為麻豆港的遺跡，留有乾隆乙亥年（乾隆二十年，1755年）由國學生吳仕光等人立的水堀頭橋碑。

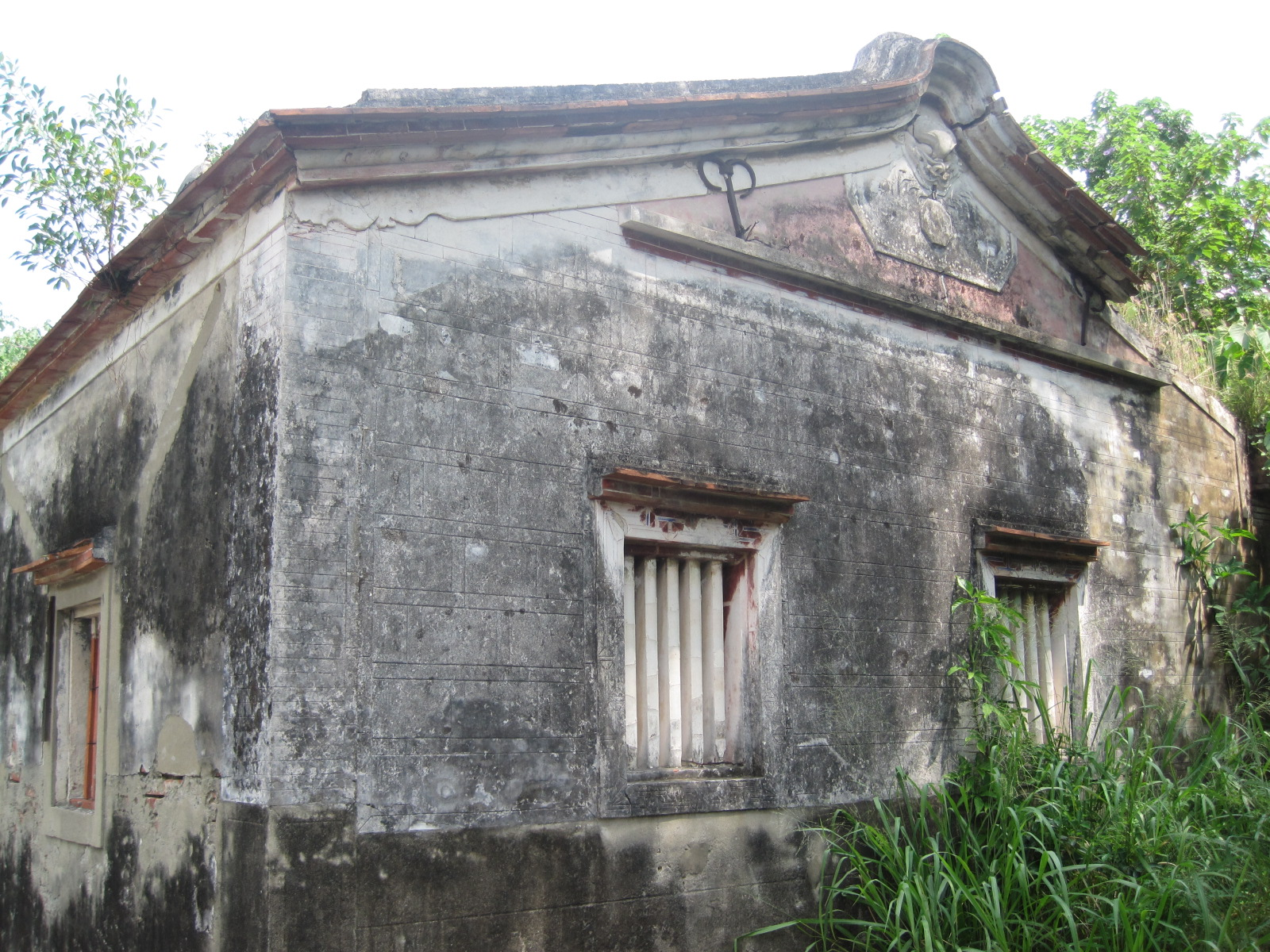
麻豆林家四房厝，建於1875年。2008年4月9日獲指定為市定歷史建築

19世紀後，麻豆的漢人社會已達另一規模。出現新一批地方家族，如與板橋林家、霧峰林家並稱的「麻豆林家」始祖林文敏，即於嘉慶四年（1799年）渡臺，在麻豆經營糖業、酒業及兩岸貿易。到林文敏於道光二十一年（1841年）去世時，麻豆林家已成麻豆首屈一指家族。並有能力聘請教師教育後代，使家族成員取得功名。然而漢人社會主宰的麻豆，也顯示原麻豆社人的漢化或遷移他地。如道光末年，丁紹儀的《東瀛識略》記載麻豆等社：「均雜處民間，存番無幾；往昔番廬胥成村市，舊社無從蹤跡矣。」
清代漢人在麻豆的產業包括製糖及製酒業，原住民時代只有小規模手工製糖。漢人移民增加後，設置糖廍製糖。如林文敏即以經年累月之積蓄得以獨資開設糖廍。麻豆地區的製糖大家除林文敏外，亦有出身大埕郭家的郭占魁、出身寮仔廍的鄭品、出身安業的李都等。:76-77糖廍的設置也使麻豆出現「寮子廍」、「四六廍」、「廍地」等地名。

### 日治時期

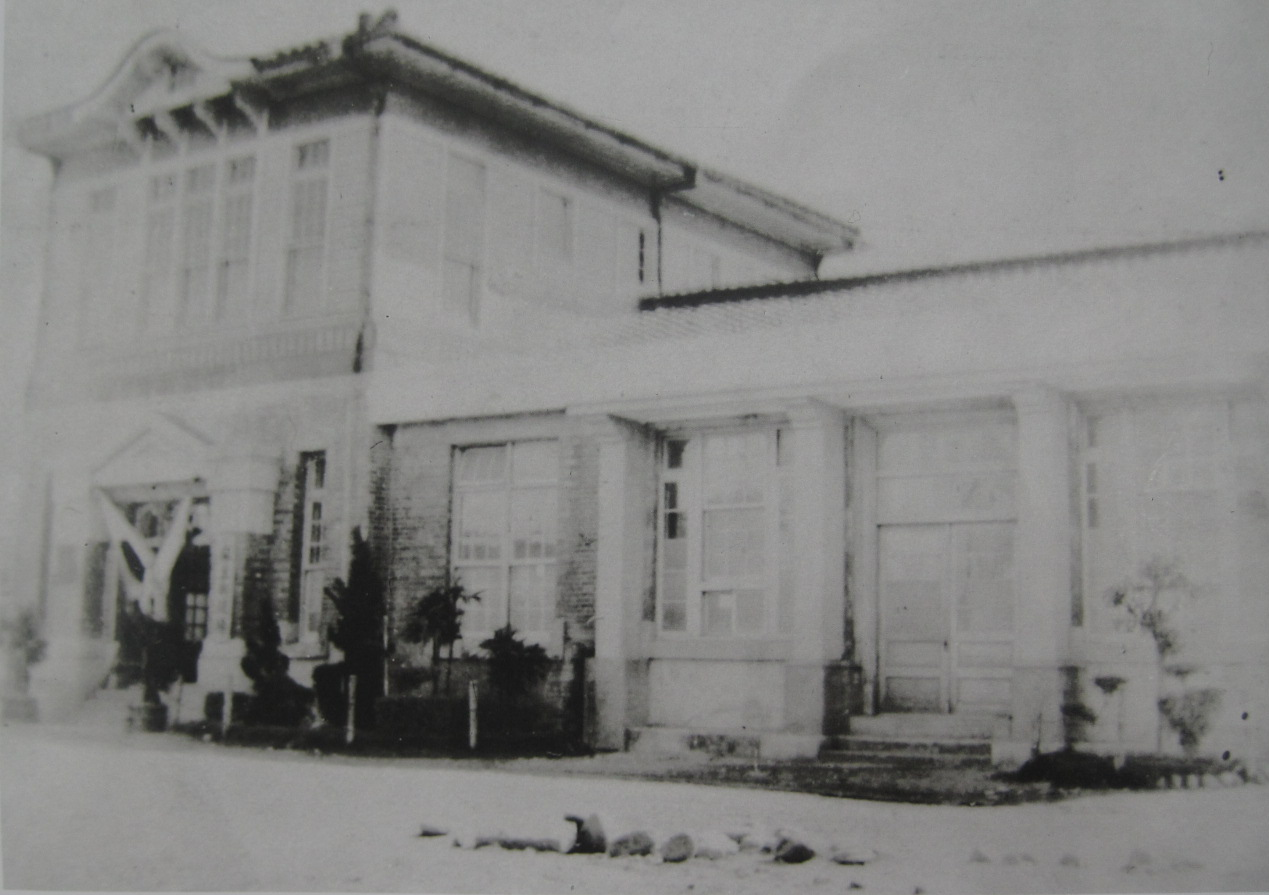
日治時期的麻豆街役場

日治初期仍延襲清國舊制，1898年設「蔴荳辦務署」，明治三十四年（1901），廢縣改置廳及支廳，麻豆歸鹽水港廳管轄，設蔴荳支廳。
明治三十一年（1898年）10月1日，日本政府於麻豆設置最初學校「蔴荳公學校」（今麻豆國民小學），教場位於今東角里文昌祠。大正十年4月24日，將女子部分設立為蔴荳女子公學校（今培文國民小學）。:9

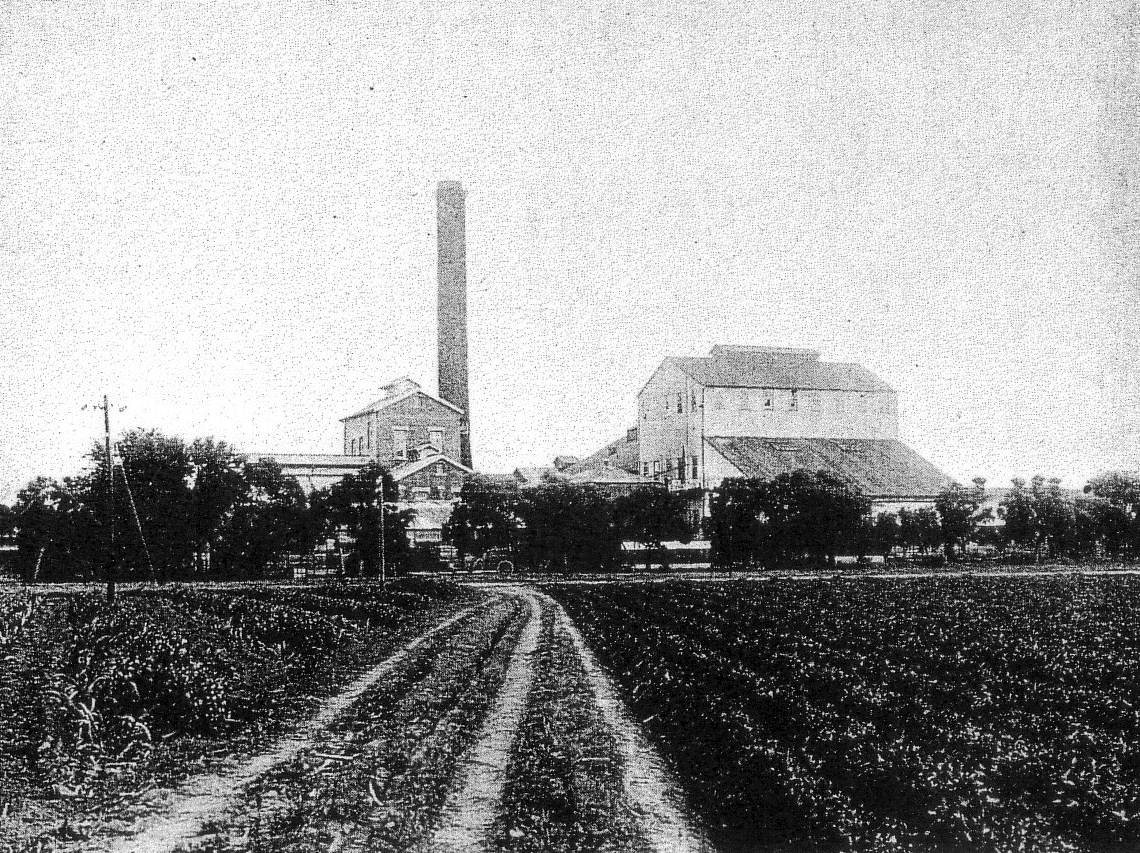
日治時期總爺製糖所

明治三十九年（1906年）12月，明治製糖株式會社在麻豆總爺設置。由澀澤榮一（任顧問一職）、小川䤡吉（任取締役社長）、相馬半治（任專務董事）等人出資成立。明治四十四年（1911年）時於溝仔墘庄設立新式製糖工場，稱為總爺製糖所（後來的麻豆糖廠、現臺南市總爺藝文中心），壓榨能力為1500公噸，明治四十五年（1912年）正式開工製糖。
明治四十二年（1909年），廢除鹽水港廳，蔴荳支廳改隸臺南廳，麻豆分屬蔴荳區、寮仔廍區、佳里興區及安業區。
明治四十三年（1910年），「臺南尋常高等小學校蕭壟分教場蔴荳分離教室」於總爺製糖所廠區內設置。1933年遷校至麻豆街南勢。1941年，校名改稱「麻豆國民學校」（今麻豆國中）。
日治初期，林森曾客居麻豆。當時林森於日治下臺灣嘉義任翻譯官，與地方仕紳頗有交往。當時以麻豆林家七房的林志圖為最。林志圖頗為富有，當林森欲返回中國參加革命工作而辭官時。林志圖曾贈以二百兩資助。日後國民政府成立後，林志圖於報上得知林森出任國民政府主席，於1930年偕子林士賢至南京會晤林森，請林森栽培林士賢。:41-42
大正9年（1920年），市區改正，臺南廳改臺南州。蔴荳去草字頭改為麻豆街，屬臺南州曾文郡管轄，麻豆街亦為曾文郡治所在。
昭和十三年（1938年）3月，日本政府於麻豆街設立曾文神社。其社格原為無格社，後於1944年5月28日升格為鄉社。祭神為開拓三神（大國魂命、大己貴命、少彥名命）及北白川宮能久親王，例祭日為10月28日。
昭和十三年（1938年）3月31日，臺南州立曾文實踐女學校（今國立曾文高級家事商業職業學校，簡稱曾文家商）於麻豆街設置。
昭和十六年（1941年）3月1日，自來水通水。:27
昭和十六年（1941年）4月22日，曾文專修農業學校（今國立曾文高級農工職業學校，簡稱曾文農工）於麻豆街創校。
太平洋戰爭末期，日本統治下的臺灣成為盟軍轟炸對象。美軍亦前來空襲麻豆，當中最受損者為總爺糖廠。在頂街（包括街役場）、下街市場一帶、巷口角一帶夷為平地。當時日軍已喪失空防能力，只能任美軍低飛掃射，及投下燒夷彈或炸彈，人民大多藏在防空壕過日。麻豆之被炸原因，包括糖廠在附近，為破壞製糖及庫存能力阻止轉於軍方、也包括麻豆菜園多、土井之吊荷外型像高射砲。:44
1945年1月4日美軍航空母艦艾賽克斯號航空母艦出動軍機轟炸台灣南部機場，當日出動轟炸任務是第4魚雷機中隊的TBM-5C，護航任務是第4戰鬥機中隊的F6F-5。當日轟炸麻豆飛行場，但美軍誤判為永康飛行場。

### 戰後時期
二次大戰後，中華民國接收台灣。11月官派時任麻豆街助役陳西湖接收麻豆街，為「麻豆街代理街長」，1946年撤銷曾文郡役所，改曾文區署，麻豆街改為「麻豆鎮」。1950年「臺南縣麻豆鎮」成立，陳西湖即出任第一任麻豆鎮鎮長。
1951年，實施地方自治，首任民選鎮長由張拔當選。
白色恐怖時期，麻豆鎮發生政治案件麻豆案，包括鎮長謝瑞仁在內共3人判處死刑、9人判處無期徒刑、6人判刑15年有期徒刑、7人判12年有期徒刑、5人判10年有期徒刑、6人判1年有期徒刑。

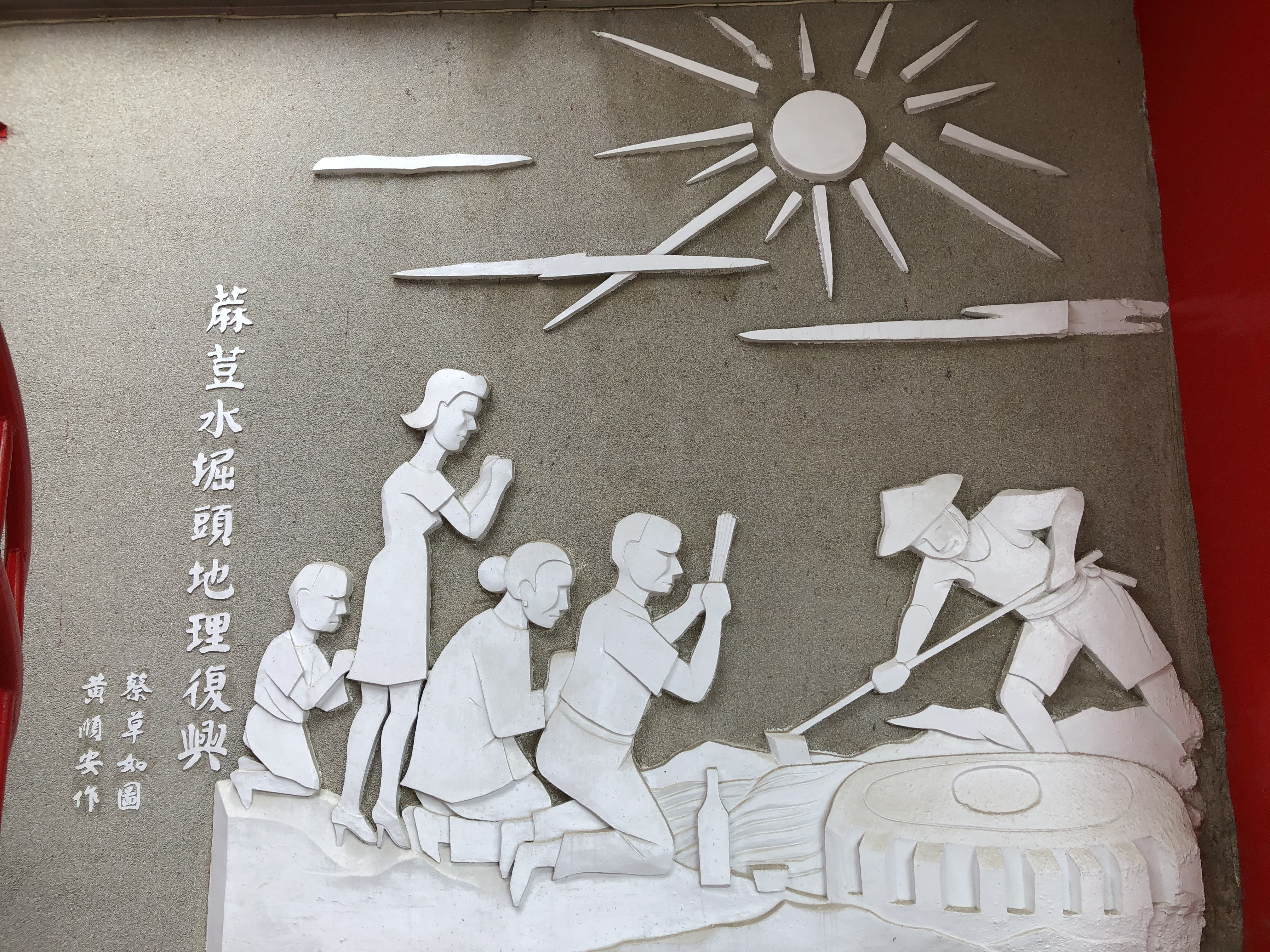
蔴荳水堀頭地理復興圖，蔡草如圖。現存於麻豆五王廟。描繪出1956年挖出石車的內容

1956年，麻豆水堀頭遺址「龍喉」及「鳳池」出土，地方上展開大規模挖掘，造成地方轟動。據吳新榮《震瀛採訪錄》記載，當時為南鯤鯓代天府五王爺指示該地為「龍喉穴」，因此引起信徒挖掘。:158-160唯當時時值戒嚴時期，一度引起上級政府注意，初期以為麻豆發生暴動，派治安單位調查，才知道是出於信徒自發的信仰行為。當時臺灣省主席嚴家淦視察臺南縣時，曾專程到水堀頭視察。在挖掘「龍喉」要將一粒石車從堀底挖上來時，臺糖麻佳總廠廠長於升峰在上級授意下，答應出借馬圭車。:389後挖出十二個大石車、巨樟、碗片等。:158-160引起臺南縣文獻會關注，臺南縣文獻會編纂組長吳新榮與盧嘉興等人推測這些石車為當時的水利工程。:164-167同年，因應南鯤鯓五王回鑾駐蹕麻豆，麻豆代天府（五王廟）重建。
1971年4月11日，麻豆前班農民莊金堯於農田挖掘古井時，出土荷蘭時期的古銅砲，被視為與荷蘭時期設於麻豆社的學校有關。:354
1976年7月，麻豆往善化的麻善大橋通車完工。（1974年3月動土，建橋工程費新臺幣六千餘萬）
1978年9月1日，中山高速公路（國道1號）嘉義到仁德段通車，麻豆交流道啟用。
1990年11月1日，麻豆糖廠停閉，歸併善化糖廠。
1996年，真理大學麻豆校區設立於麻豆鎮北勢里，1997年正式開校。成為麻豆地區首座大專院校，迄今也是在臺南市麻豆區的唯一一座大專院校。
1999年11月19日，在地方人士爭取下，原麻豆糖廠辦公建築經臺南縣政府列為古蹟，定名為總爺藝文中心。
2000年，致遠管理學院（2010年改名台灣首府大學）設立於麻豆鎮南勢里水堀頭遺址旁，成為麻豆地區第二座大專院校，現已廢校。
2008年6月，臺南縣政府在麻豆水堀頭遺址處整建為「蔴荳古港文化園區」。
2010年8月2日，東西快速道路台84限麻豆交流道至西庄交流道通車。2011年10月2日，麻豆交流道至下營系統交流道通車。
2010年12月25日，臺南縣市合併後改稱麻豆區。
2015年9月14日，設於麻豆果菜市場旁的麻豆轉運站啟用。除大台南公車外，有統聯客運及和欣客運進駐。
2017年11月10日，經臺南市政府核定及公告，全區29里調整為20里、392鄰調整為293鄰。並於2018年1月29日及4月30日分兩階段實施。

### 歷年所屬行政區列表
| 起訖年份   | 行政區             |
| 1897～1898 | 嘉義縣六甲辦務署   |
| 1898～1901 | 臺南縣蔴荳辦務署   |
| 1901～1909 | 鹽水港廳蔴荳支廳   |
| 1909～1920 | 臺南廳蔴荳支廳     |
| 1920～1945 | 臺南州曾文郡麻豆街 |
| 1945～1950 | 臺南縣曾文區麻豆鎮 |
| 1950～2010 | 臺南縣麻豆鎮       |
| 2010至今   | 臺南市麻豆區       |

## 人口
根據臺南市麻豆戶政事務所統計，2024年底麻豆區戶數約1.7萬戶，人口約4.3萬人，區內人口最多與最少的里分別是油車里與安正里，2024年底兩里人口分別為4,134人與1,046人。
麻豆社在荷蘭時期為西拉雅族四大社人口最多者，1625年約有2,000人；1639年全社人口3,000人，受洗者215人，學校學生140名。到了1647年，麻豆社計229戶，共1,464人。。日治時期，臺灣開始有確切人口統計。麻豆街在昭和元年（1926年）12月時，人口有25,467人（含日人604人、朝鮮人10人），為曾文郡轄下人口最多之街庄。到昭和十一年（1936年）時，已有30,706人（含日人835人、朝鮮人12人）。到日治時期末期，光麻豆市區已有約一萬六千人，已是嘉南平原僅次於臺南市及嘉義市的大市鎮。:2。
麻豆鎮在戰後初期曾是臺南縣人口第一大鄉鎮，唯自1950年代後人口數逐漸被新營、永康等行政區超越。

## 政治

### 歷任首長
麻豆街長
| 街長姓名   | 區長任期         | 備註                 |
| ---------- | ---------------- | -------------------- |
| 林欽       | 1920年10月 -     |                      |
| 渡利友吉   | -                | 任內逝世             |
| 鄭續       | -                | 以助役代理           |
| 池田唯治郎 | -                | 任內逝世             |
| 鄭續       | -                | 以助役代理           |
| 島澤兼作   | - 1945年11月25日 | 戰後移交給助役陳西湖 |

麻豆鎮鎮長
| 鎮長姓名 | 鎮長任期                    | 備註                                                                  |
| -------- | --------------------------- | --------------------------------------------------------------------- |
| 陳西湖   | 1945年11月26日 - 1946年10月 | 1945年以助役身分奉派代理麻豆街長，1946年1月20日廢街長，改稱麻豆鎮長。 |
| 林耕陽   | 1946年10月 - 1948年9月      |                                                                       |
| 謝瑞仁   | 1948年9月 - 1950年1月       | 轉任麻豆鎮農會辭職，1950年9月因政治案件遭國民黨政府處死於臺北         |
| 林吳荔   | 1950年1月 - 1951年8月       |                                                                       |
| 張拔     | 1951年8月 - 1960年1月       | 首任民選鎮長，1953年及1956年獲選連任第二、三屆                        |
| 張顯貴   | 1960年1月 - 1964年3月       | 首任民選鎮長張拔之子                                                  |
| 呂廷復   | 1964年3月 - 1968年3月       |                                                                       |
| 許才良   | 1968年3月 - 1973年1月       | 辭職。                                                                |
| 林建亨   | 1973年1月 - 1973年4月       | 代理                                                                  |
| 陳清田   | 1973年4月 - 1982年3月       |                                                                       |
| 何慶輝   | 1982年3月 - 1990年3月       |                                                                       |
| 陳漢王   | 1990年3月 - 1994年3月       |                                                                       |
| 沈國民   | 1994年3月 - 2002年3月       |                                                                       |
| 陳良山   | 2002年3月 - 2003年9月       | 因涉嫌賄選遭法院判當選無效                                            |
| 楊瑞徵   | 2003年3月 - 2003年11月      | 台南縣政府參議代理                                                    |
| 陳彰茂   | 2003年11月 - 2010年12月25日 | 補選上任                                                              |

麻豆區區長
| 區長姓名 | 區長任期                       | 備註 |
| -------- | ------------------------------ | ---- |
| 謝耀清   | 2010年12月25日 - 2011年6月12日 |      |
| 張益隆   | 2011年6月12日 - 2013年3月5日   |      |
| 林振祿   | 2013年3月5日 - 2017年11月3日   |      |
| 孔慶瑤   | 2017年11月3日 - 2021年4月14日  |      |
| 柳世雄   | 2021年4月14日 -2024年3月4日    |      |
| 楊政舉   | 2024年4月8日 -現任             |      |

### 區政組織

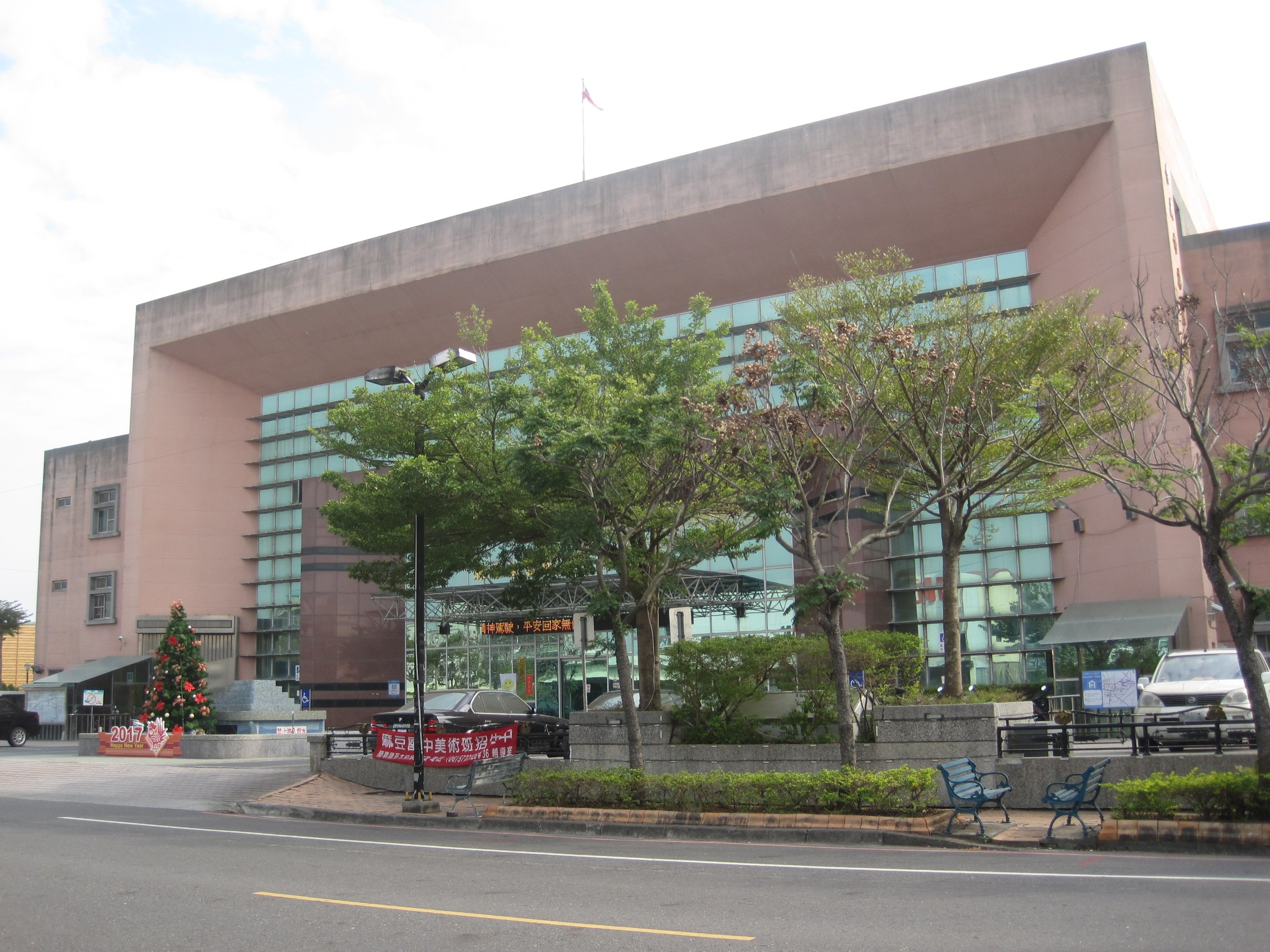
麻豆區行政大樓

麻豆區公所是臺南市政府在麻豆區的派出機關，在中華民國政府架構中為市政府綜理區政的執行機關，上級業務監督機關為臺南市政府。区长由市長任命，其任期為無任期保障。在區長及主任秘書之下，設有4課3室等7個內部單位。

### 行政區
現今麻豆區行政範圍的確立，來自於1920年，日本將臺灣十二廳改為五州二廳，設麻豆街屬臺南州曾文郡:30。麻豆街轄麻豆、北勢寮、溝子墘、寮子廍、磚子井、安業、謝厝寮、麻豆口、埤頭、大山腳、海埔、港子尾等12個大字。1945年，改為「麻豆鎮」，屬臺南縣曾文區:31。1950年10月，裁撤區署，麻豆鎮改直隸於臺南縣:32。2010年，臺南縣市合併改制為直轄市，麻豆鎮改制為市轄區「麻豆區」，隸屬臺南市。
| 麻豆區行政區劃 |          |      |        |      |        |
|                |          |      |        |      |        |
| 編號           | 里名     | 編號 | 里名   | 編號 | 里名   |
| 1              | 新興里   | 2    | 中興里 | 3    | 巷口   |
| 4              | 江里     | 5    | 東角里 | 6    | 大埕里 |
| 7              | 油車里   | 8    | 埤頭里 | 9    | 興農里 |
| 10             | 井東里   | 11   | 清水   | 12   | 寮廍里 |
| 13             | 南勢里   | 14   | 北勢里 | 15   | 港尾里 |
| 16             | 海埔里   | 17   | 麻口   | 18   | 安正里 |
| 19             | 謝厝寮里 | 20   | 安業里 |      |        |

2018年進行里鄰調整，1月29日將莊禮里與大山里併入海埔里，小埤里併入埤頭里，安西里併入安業里，保安里併入巷口里。4月30日，將原本的中民里與謝安里合併為謝厝寮里，磚井里與安東里合併為井東里，龍泉里與總榮里合併為清水里，新建里與穀興里合併為新興里。

## 商業及金融業

### 商業
- 麻豆區農會超市
- 全聯福利中心：在麻豆有四間分店
- 屈臣氏
- 頂好超市
- 丹丹漢堡
- 85度C
- 必勝客
- 麥當勞
- 星巴克
- 麻豆夜市：星期一晚上。位於光復路及三民路。

### 金融業
日治時期，麻豆街已設有臺灣商工銀行麻豆出張所。為曾文郡唯一一家設點銀行。戰後至今則有：
- 華南銀行麻豆分行
- 第一銀行麻豆分行
- 京城銀行麻豆分行
- 兆豐證券麻豆分公司
- 麻豆區農會

## 教育

### 大專院校
- 真理大學麻豆校區

### 高級中等學校
- 國立曾文高級農工職業學校
- 國立曾文高級家事商業職業學校

### 高級中學
- 臺南市私立黎明高級中學

### 國民中學
- 臺南市立麻豆國民中學

### 國民小學

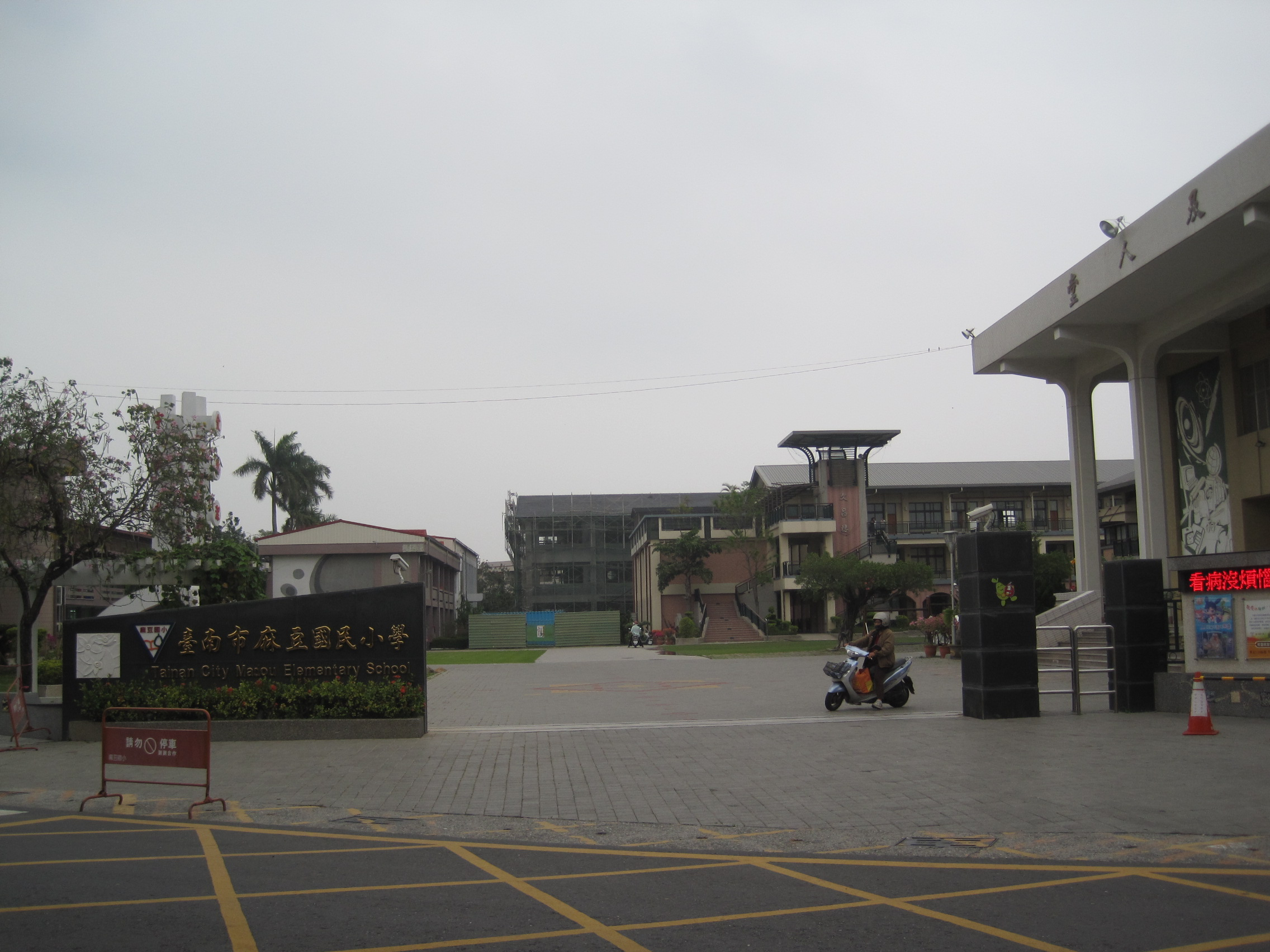
臺南麻豆國小校門

- 臺南市麻豆區麻豆國民小學
- 臺南市麻豆區大山國民小學
- 臺南市麻豆區安業國民小學
- 臺南市麻豆區培文國民小學
- 臺南市麻豆區文正國民小學
- 臺南市麻豆區北勢國民小學
- 臺南市麻豆區紀安國民小學
- 臺南市麻豆區港尾國民小學

## 醫療
- 麻豆新樓醫院

## 交通

### 公路
國道
- 國道一號（中山高速公路）
  - 下營系統交流道（299）
  - 麻豆交流道（303）

省道
- 台19甲線：下營區 - 麻豆區 - 善化區
- 台84線（東西向快速道路 北門－玉井）
  - 下營系統交流道（14）
  - 麻豆交流道（17）

市道
- 市道171號：學甲區 - 麻豆區 - 官田區社子里
- 市道171甲線
- 市道173號：麻豆區 - 西港區
- 市道176號：佳里區 - 麻豆區 - 官田區

區道
- 南24線
- 南47線
- 南48線
- 南49線
- 南49-1線
- 南49-2線
- 南49-3線
- 南50線
- 南51線
- 南55線
- 南56-1線：麻豆大排大溪橋
- 南57線
- 南59線
- 南61線
- 南63線
- 南318線（路牌保留南118線並列）
- 南122線（曾文溪南岸）

### 客運
- 大台南公車[28]

| 路線              | 營運業者          | 起站         | 行經                         | 迄站             | 備註                                                                                         |
| ----------------- | ----------------- | ------------ | ---------------------------- | ---------------- | -------------------------------------------------------------------------------------------- |
| 棕10              | 新營客運          | 學甲(民權路) |                              | 麻豆國中         |                                                                                              |
| 橘幹線            | 興南客運          | 佳里         | 麻豆轉運站、善化轉運站、大內 | 玉井             |                                                                                              |
| 橘9-1             | 漢程客運          | 佳里         | 麻豆轉運站、新營轉運站       | 高鐵嘉義站       |                                                                                              |
| 橘10              | 興南客運          | 大地莊園     | 麻豆轉運站、官田             | 台南藝術大學     |                                                                                              |
| 橘10區間車(1)     | 興南客運          | 大地莊園     | 麻豆轉運站、官田             | 隆田火車站       | - 大地莊園16:00發車，於隆田火車站17:30折返。                                                 |
| 橘10區間車(2)     | 興南客運          | 大地莊園     | 麻豆轉運站、隆田火車站       | 六甲             | - 大地莊園06:55發車，於六甲08:05折返。                                                       |
| 橘10區間車(3)     | 興南客運          | 麻豆轉運站   | 隆田火車站                   | 六甲             |                                                                                              |
| 橘10-1            | 皇冠交通          | 新樓醫院     | 麻豆轉運站                   | 六甲             | - 行經隆田火車站、拔林火車站。 - 平日部分班次繞駛曾文市政願景園區。 - 全線使用小黃公車營運。 |
| 橘11              | 興南客運          | 麻豆轉運站   |                              | 西港             | - 部分班次延駛至下營區公所、安南醫院。 - 部分班次延駛至臺南轉運站，不經安南醫院。            |
| 橘11-1            | 興南客運          | 麻豆轉運站   | 西港、和順                   | 臺南轉運站       | - 部分班次延駛至下營區公所。 - 部分班次繞駛成大醫院（勝利路）。 - 跳蛙公車，僅停靠部分站點。 |
| 橘12              | 興南客運          | 麻豆轉運站   | 善化轉運站、新市火車站、鹽行 | 臺南轉運站       | - 部分班次繞駛三舍中安宮，不經得力實業。                                                     |
| 橘13              | 漢程客運          | 臺南轉運站   | 平實轉運站                   | 麻豆轉運站       |                                                                                              |
| 橘14              | 漢程客運          | 麻豆轉運站   | 中榮里、南科實中             | 陽光大道         | - 例假日停駛。                                                                               |
| 黃幹線            | 興南客運 新營客運 | 白河         | 新營、柳營、下營             | 麻豆轉運站       | - 部分班次繞駛白河商工。                                                                     |
| 黃幹線 區間車(南) | 新營客運          | 新營         | 柳營、下營                   | 麻豆轉運站       |                                                                                              |
| 黃5               | 新營客運          | 新營         | 紅毛厝、下營                 | 曾文市政願景園區 |                                                                                              |
| 黃20              | 興南客運 皇冠交通 | 麻豆轉運站   | 下營、紅毛厝                 | 林鳳營火車站     | - 4班次使用小黃公車營運。                                                                    |

- 國道客運
  - 和欣客運
    - 7500：臺北－臺南
    - 7505：板橋－臺南
    - 7512：新營－高雄

  - 統聯客運
    - 1625：臺中－臺南
    - 1628：臺北－漚汪
    - 1650：北港－高雄
    - 1651：四湖－高雄

### 鐵路
- 昔日曾有糖業鐵路隆田線連接至縱貫線隆田車站，但已於1980年7月結束客運業務。
  - 現可由大台南公車連接善化車站轉乘臺鐵。

### 公共自行車
臺南市YouBike 2.0於2023年2月23日正式營運，截至2024年12月6日於麻豆區內設置11處站點。

## 旅遊

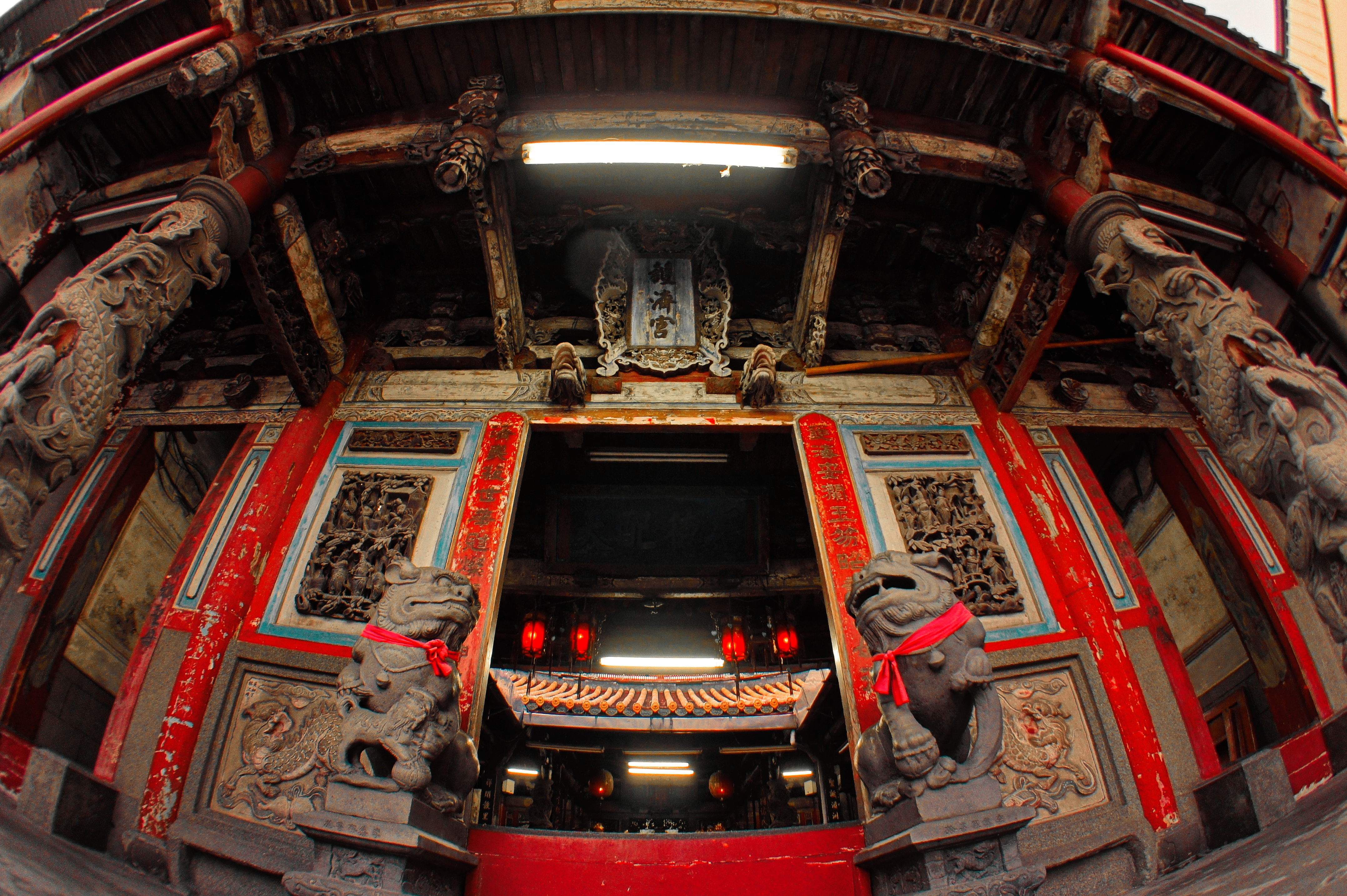
護濟宮

- 麻豆代天府：又稱麻豆五王廟，被尊崇為全臺王爺總廟(自稱)，為臺灣最大的觀光廟宇之一。代天府興建於清咸豐七年（1857年）供奉五府千歲、觀世音菩薩，以一座巨大的五彩巨龍為地標，龍身尾長54公尺、高38公尺、內部直徑5公尺，巨龍內設有天堂與地獄等景觀，裡頭有很多動態導覽設備，其用意在於勸人「為善去惡」，值得一探究竟。廟內設文物大樓、休閒觀光區。另代天府每3年（牛、龍、羊、狗年）舊曆三四月間（國曆四月最後一個禮拜的周五六日）會舉辦盛大刈香活動，為臺南五大香之一的麻豆香。
- 護濟宮－媽祖廟，麻豆街信仰中心，保有古匾、泥塑媽祖、全台唯一木雕三腳蟾蜍、陳玉峰彩繪門神等珍貴文物。
  - 金蓮寺－地藏庵，祀有八家將。
- 麻豆尪祖廟－三元真君廟，為漢化的西拉雅族公廨。
- 保寧宮－王爺開基祖廟
- 麻豆文衡殿：關帝廟。
- 北極殿－上帝公廟。
  - 普濟寺－地藏庵
- 良皇宮－大道公廟。
- 海埔池王府：臺灣南部著名的王爺廟，內有與國防部合建的軍史公園。
- 南瀛總爺藝文中心：以麻豆總爺糖廠改闢而成的南瀛總爺藝文中心，園區內擁有大片如茵綠草、老洋樓、老樹等優美景觀，老洋樓則改為藝文展示場，為踏青休閒的好去處。
- 麻豆水堀頭遺址（位於蔴荳古港文化園區內）：舊名「水堀頭史蹟公園」，位於該區南勢里。旁為古麻豆港碼頭遺蹟所在。水堀頭為倒風內海的汊港所在地之一，昔日曾繁華一時。園區內除了碼頭相關遺蹟之外，還有「倒風內海故事館」，館內除了倒風內海與麻豆的相關史料及故事介紹之外，還展示了水堀頭的出土古物。
- 電姬戲院
- 巴洛克建築老街：中山路以及興中路兩旁。

## 特產與小吃

### 地方特產

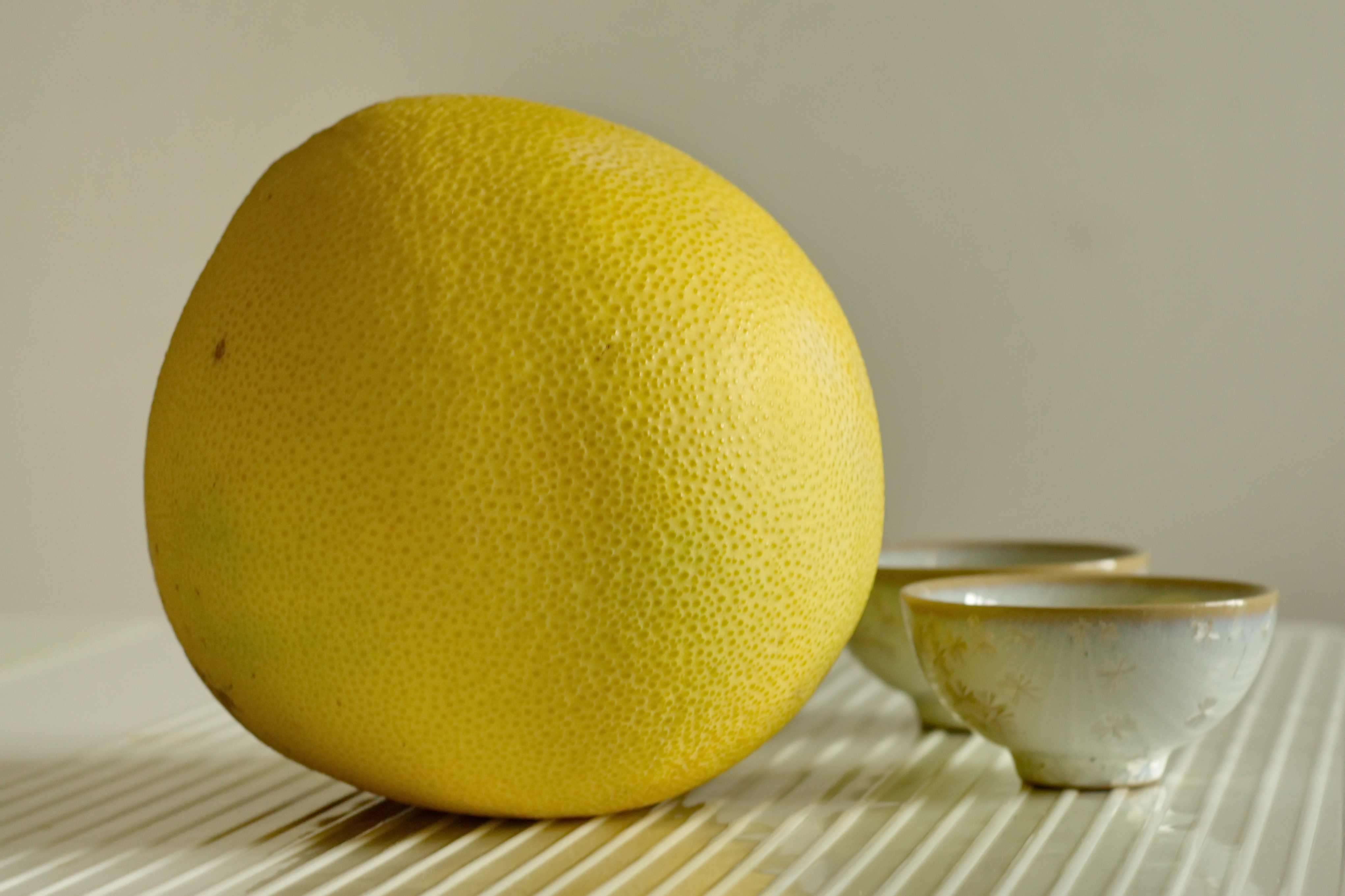
麻豆大白柚

- 麻豆文旦－盛產期八月下旬
- 白柚－盛產期十月下旬
- 酪梨
- 瓜子

### 地方小吃
- 碗粿
  - 助仔碗粿（中央市場三角窗）
  - 炎山碗粿（三民路上）
  - 阿蘭碗粿
- 林媽媽鍋燒意麵（中央市場三角窗）
- 阿港伯小吃店（圓環旁）－米苔目
- 龍泉冰店（平等路上，接近光復路口）－古早味剉冰
- 𩵚魠魚羹(原市場口老店)（中正路 市五旁)
- 麻豆翔美雪花冰(民族路11之5號)

## 外部連結
- 麻豆區公所（页面存档备份，存于）
- 麻豆區戶政事務所
- 麻豆監理站 （页面存档备份，存于）